# Mistrovství světa v ledním hokeji 2019 (Divize II)
II. divize Mistrovství světa v ledním hokeji 2019 se hrálo v Bělehradu v Srbsku 8. až 14. dubna a v Ciudad de México v Mexiku 21.-28. dubna 2019.

## Herní systém
V divizi II hrálo 12 týmů. Ty byly rozděleny do skupiny A s šesti týmy a rovněž šestičlenné skupiny B. První tým skupiny A postoupil do skupiny B I. divize, poslední sestoupil do skupiny B II. divize. Vítěz skupiny B postoupil do skupiny A II. divize, poslední z této skupiny sestoupil do III. divize.

## Skupina A

### Účastníci
Turnaj se odehrál 8.-14. dubna v Bělehradu.
| Tým        | Kvalifikace                                      |
| ---------- | ------------------------------------------------ |
| Chorvatsko | 6. místo v Divizi I 2018 - skupině B a sestup    |
| Austrálie  | 2. místo v Divizi II - skupině A 2018            |
| Srbsko     | Pořadatel, 3. místo v Divizi II - skupině A 2018 |
| Čína       | 4. místo v Divizi II - skupině A 2018            |
| Belgie     | 5. místo v Divizi II - skupině A 2018            |
| Španělsko  | 1. místo v Divizi II - skupině B 2018 a postup   |

### Rozhodčí
| Hlavní                                                                        | Čároví |
| ----------------------------------------------------------------------------- | --- |
| - Christoph Sternat - Miroslav Iarets - Jevgēņijs Griškevičs - Ramon Sterkens | - Daniel Beresford - James Kavanagh - Kensuke Kanazawa - Håvar Dahl - Tibor Fazekas - Ivan Nedeljković - David Perduv |

### Tabulka
|  | Jeden tým postupující do divize I B  |
|  | Jeden tým sestupující do divize II B |

| Poř. | Tým        | Z | V | VP | PP | P | GV | GI | +/- | B  |
| ---- | ---------- | - | - | -- | -- | - | -- | -- | --- | -- |
| 1.   | Srbsko     | 5 | 3 | 1  | 0  | 1 | 20 | 14 | +6  | 11 |
| 2.   | Chorvatsko | 5 | 3 | 1  | 0  | 1 | 19 | 9  | +10 | 11 |
| 3.   | Austrálie  | 5 | 3 | 0  | 1  | 1 | 14 | 10 | +4  | 10 |
| 4.   | Španělsko  | 5 | 2 | 0  | 2  | 1 | 14 | 16 | -2  | 8  |
| 5.   | Čína       | 5 | 1 | 0  | 0  | 4 | 14 | 21 | -7  | 3  |
| 6.   | Belgie     | 5 | 0 | 1  | 0  | 4 | 11 | 22 | -11 | 2  |

### Zápasy
Všechny časy jsou místní (UTC+2).
| 9. dubna 2019 13:00 | Španělsko | 5:3 (2:1, 1:1, 2:1) | Čína | Pionir Ice Hall, Bělehrad Návštěvnost: 68 |  |

| 9. dubna 2019 16:30 | Austrálie | 3:4 po prodl. (3:0, 0:2, 0:1 - 0:1) | Belgie | Pionir Ice Hall, Bělehrad Návštěvnost: 38 |  |

| 9. dubna 2019 20:00 | Srbsko | 3:1 (1:1, 1:0, 1:0) | Chorvatsko | Pionir Ice Hall, Bělehrad Návštěvnost: 1 126 |  |

| 10. dubna 2019 13:00 | Belgie | 2:4 (0:2, 1:0, 1:2) | Španělsko | Pionir Ice Hall, Bělehrad Návštěvnost: 20 |  |

| 10. dubna 2019 16:30 | Chorvatsko | 7:0 (2:0, 3:0, 2:0) | Čína | Pionir Ice Hall, Bělehrad Návštěvnost: 42 |  |

| 10. dubna 2019 20:00 | Austrálie | 3:2 (2:1, 1:0, 0:1) | Srbsko | Pionir Ice Hall, Bělehrad Návštěvnost: 653 |  |

| 12. dubna 2019 13:00 | Chorvatsko | 5:2 (2:0, 1:2, 2:0) | Belgie | Pionir Ice Hall, Bělehrad Návštěvnost: 53 |  |

| 12. dubna 2019 16:30 | Austrálie | 4:0 (1:0, 2:0, 1:0) | Španělsko | Pionir Ice Hall, Bělehrad Návštěvnost: 67 |  |

| 12. dubna 2019 20:00 | Srbsko | 6:5 (1:2, 1:3, 4:0) | Čína | Pionir Ice Hall, Bělehrad Návštěvnost: 536 |  |

| 13. dubna 2019 13:00 | Čína | 2:3 (0:0, 2:1, 0:2) | Austrálie | Pionir Ice Hall, Bělehrad Návštěvnost: 62 |  |

| 13. dubna 2019 16:30 | Španělsko | 3:4 po s.n. (1:0, 1:2, 1:1 - 0:0) | Chorvatsko | Pionir Ice Hall, Bělehrad Návštěvnost: 73 |  |

| 13. dubna 2019 20:00 | Belgie | 3:6 (1:2, 0:2, 2:2) | Srbsko | Pionir Ice Hall, Bělehrad Návštěvnost: 417 |  |

| 15. dubna 2019 13:00 | Chorvatsko | 2:1 (1:0, 1:1, 0:0) | Austrálie | Pionir Ice Hall, Bělehrad Návštěvnost: 79 |  |

| 15. dubna 2019 16:30 | Čína | 4:0 (1:0, 2:0, 1:0) | Belgie | Pionir Ice Hall, Bělehrad Návštěvnost: 26 |  |

| 15. dubna 2019 20:00 | Srbsko | 3:2 po s.n. (1:0, 0:1, 1:1 - 0:0) | Španělsko | Pionir Ice Hall, Bělehrad Návštěvnost: 1 276 |  |

## Skupina B

### Účastníci
Turnaj se odehrál 21. až 28. dubna v Ciudad de México.
| Tým           | Kvalifikace                                          |
| ------------- | ---------------------------------------------------- |
| Island        | 6. místo v Divizi II - skupině A 2018 a sestup       |
| Nový Zéland   | 2. místo v Divizi II - skupině B 2018                |
| Izrael        | 3. místo v Divizi II - skupině B 2018                |
| Severní Korea | 4. místo v Divizi II - skupině B 2018                |
| Mexiko        | Pořadatel, 5. místo v Divizi II - skupině B 2018     |
| Gruzie        | 1. místo v Divizi III - hlavní skupině 2018 a postup |

### Rozhodčí
| Hlavní                                                                 | Čároví |
| ---------------------------------------------------------------------- | --- |
| - Tim Tzirtziganis - Benas Jakšys - Tomasz Radzik - Andrew Thackaberry | - Tomáš Brejcha - Lasse Dahlerup - Sem Ramírez - Anže Bergant - Sergio Biec - Marc-Henri Progin - Justin Cornell |

### Tabulka
|  | Jeden tým postupující do divize II A  |
|  | Jeden tým sestupující do divize III A |

| Poř. | Tým           | Z | V | VP | PP | P | GV | GI | +/- | B  |
| ---- | ------------- | - | - | -- | -- | - | -- | -- | --- | -- |
| 1.   | Izrael        | 5 | 4 | 1  | 0  | 0 | 32 | 16 | 16  | 14 |
| 2.   | Island        | 5 | 3 | 0  | 0  | 2 | 26 | 15 | 11  | 9  |
| 3.   | Nový Zéland   | 5 | 3 | 0  | 0  | 2 | 26 | 18 | 8   | 9  |
| 4.   | Gruzie        | 5 | 2 | 0  | 0  | 3 | 18 | 27 | -9  | 6  |
| 5.   | Mexiko        | 5 | 1 | 0  | 1  | 3 | 17 | 25 | -8  | 4  |
| 6.   | Severní Korea | 5 | 1 | 0  | 0  | 4 | 19 | 37 | -18 | 3  |

### Zápasy
Všechny časy jsou místní (UTC-5).
| 21. dubna 2019 13:00 | Izrael | 6:3 (2:1, 2:1, 2:1) | Island | Santa Fe Ice Rink, Ciudad de México Návštěvnost: 750 |  |

| 21. dubna 2019 16:30 | Gruzie | 4:9 (2:2, 2:3, 0:4) | Severní Korea | Santa Fe Ice Rink, Ciudad de México Návštěvnost: 753 |  |

| 21. dubna 2019 20:15 | Nový Zéland | 7:2 (4:1, 3:1, 0:0) | Mexiko | Santa Fe Ice Rink, Ciudad de México Návštěvnost: 1 250 |  |

| 22. dubna 2019 13:00 | Island | 8:0 (4:0, 3:0, 1:0) | Severní Korea | Santa Fe Ice Rink, Ciudad de México Návštěvnost: 100 |  |

| 22. dubna 2019 16:30 | Nový Zéland | 3:5 (1:1, 0:2, 2:2) | Izrael | Santa Fe Ice Rink, Ciudad de México Návštěvnost: 208 |  |

| 22. dubna 2019 20:00 | Mexiko | 2:3 (1:1, 0:1, 1:1) | Gruzie | Santa Fe Ice Rink, Ciudad de México Návštěvnost: 798 |  |

| 24. dubna 2019 13:00 | Nový Zéland | 6:2 (2:2, 2:0, 2:0) | Gruzie | Santa Fe Ice Rink, Ciudad de México Návštěvnost: 100 |  |

| 24. dubna 2019 16:30 | Izrael | 9:3 (2:1, 4:1, 3:1) | Severní Korea | Santa Fe Ice Rink, Ciudad de México Návštěvnost: 210 |  |

| 24. dubna 2019 20:00 | Island | 8:1 (2:0, 6:1, 0:0) | Mexiko | Santa Fe Ice Rink, Ciudad de México Návštěvnost: 758 |  |

| 26. dubna 2019 13:00 | Severní Korea | 5:8 (3:2, 1:2, 1:4) | Nový Zéland | Santa Fe Ice Rink, Ciudad de México Návštěvnost: 105 |  |

| 26. dubna 2019 16:30 | Gruzie | 6:3 (2:3, 2:0, 2:0) | Island | Santa Fe Ice Rink, Ciudad de México Návštěvnost: 170 |  |

| 26. dubna 2019 20:00 | Mexiko | 4:5 po prodl. (3:1, 0:3, 1:0 - 0:1) | Izrael | Santa Fe Ice Rink, Ciudad de México Návštěvnost: 794 |  |

| 27. dubna 2019 13:00 | Izrael | 7:3 (2:1, 4:0, 1:2) | Gruzie | Santa Fe Ice Rink, Ciudad de México Návštěvnost: 85 |  |

| 27. dubna 2019 16:30 | Island | 4:2 (2:0, 2:0, 0:2) | Nový Zéland | Santa Fe Ice Rink, Ciudad de México Návštěvnost: 198 |  |

| 27. dubna 2019 20:00 | Severní Korea | 2:8 (1:4, 0:1, 1:3) | Mexiko | Santa Fe Ice Rink, Ciudad de México Návštěvnost: 752 |  |